# Цингалы
Цингалы — посёлок в России, находится в Ханты-Мансийском районе, Ханты-Мансийского автономного округа — Югры. Входит в состав Сельского поселения Цингалы.
Население на 1 января 2008 года составляло 650 человек.
Почтовый индекс — 628518, код ОКАТО — 71129948001.

## История
Путешественником и естествоиспытателем  Г.Ф. Миллером в 1740-е гг. в его путевых записях упомянуты Цингальские юрты: 
Цингальские юрты, по-остяцки Zingal-pugl, на западном берегу [Иртыша], в 2 верстах от устья старого рукава р. Иртыша и в 12 верстах от Семейкиной. Зимние жилища в 1 версте выше летних. Имеет 10 юрт Тарханской и Нарымской волостей, с которых здесь обычно принимается ясак.
Русский антрополог и этнограф И.С. Поляков в своих «Письмах и отчетах о путешествии в долину р.Оби» в 1876 г. упоминает Цингалинские юрты, а также приводит описание Цингалинского чугаса:
Цингалинская гора, которая, как и большая часть высоких мысов по Иртышу, имеет на себе следы татарского городка, со рвами, и служит еще до сих пор [до середины 1870-х гг.], для оставшегося около Тобольска представителей татарского племени, священным местом для поклонения.
В 1926 г. по данным 1-й Всесоюзной переписи населения в деревне Цингалы было 94 хозяйства и 368 человек жителей (из них - 122 ханта, 246 русских).

## Статистика населения
| Год  | Численность постоянного населения (среднегодовая) |
| ---- | ------------------------------------------------- |
| 2002 | 792                                               |
| 2008 | 650                                               |
| 2010 | 920                                               |

В посёлке живут представители разных народов. Особо многочисленны русские, украинцы, ханты, немцы, татары.

## Климат
Климат резко континентальный, зима суровая, с сильными ветрами и метелями, продолжающаяся семь месяцев. Лето относительно тёплое, но быстротечное.